# Kourótrofo

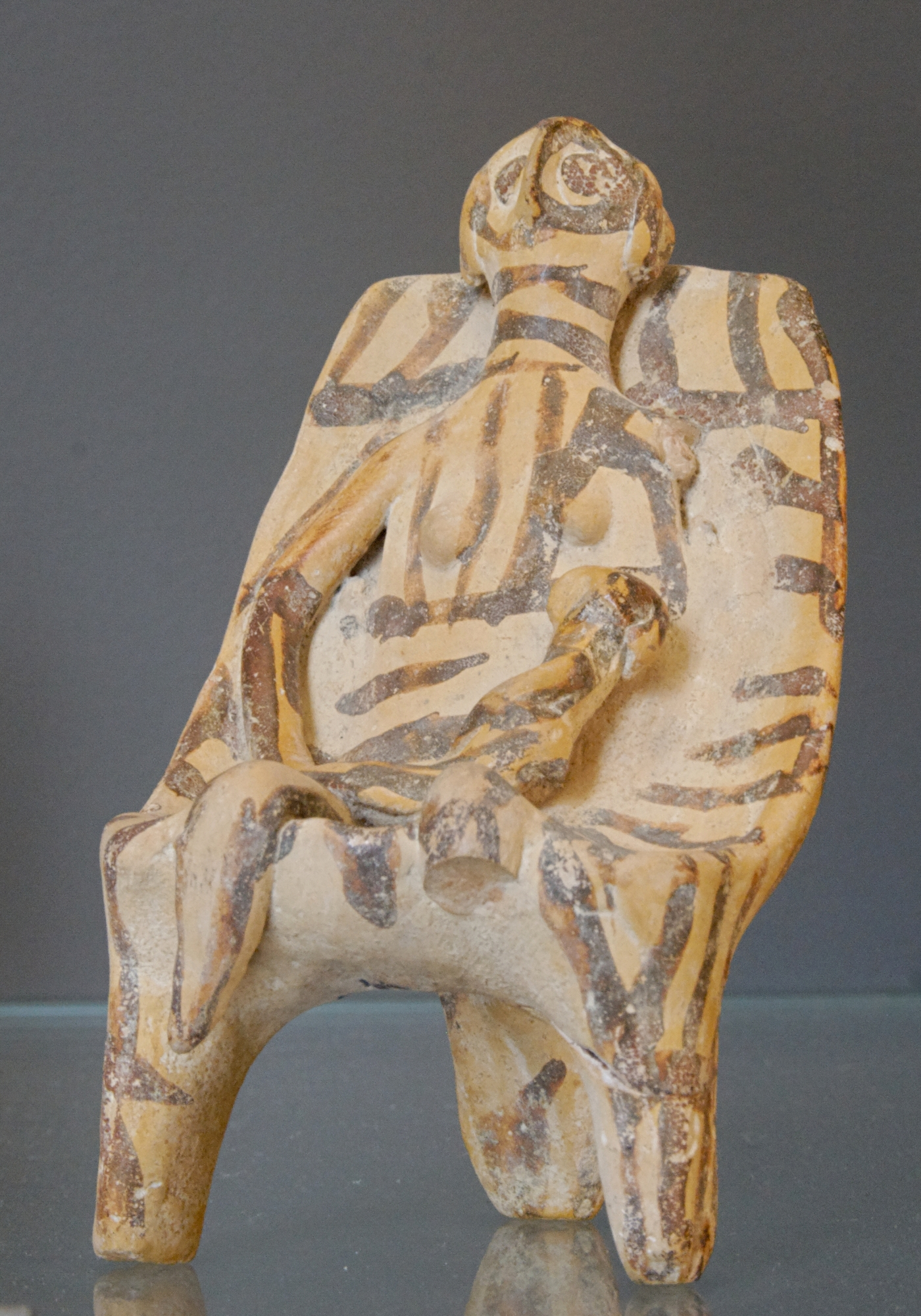
Figura kourotrófica de terracota representando a una mujer con un niño en brazos. Micenas, ca. 1360 a. C.

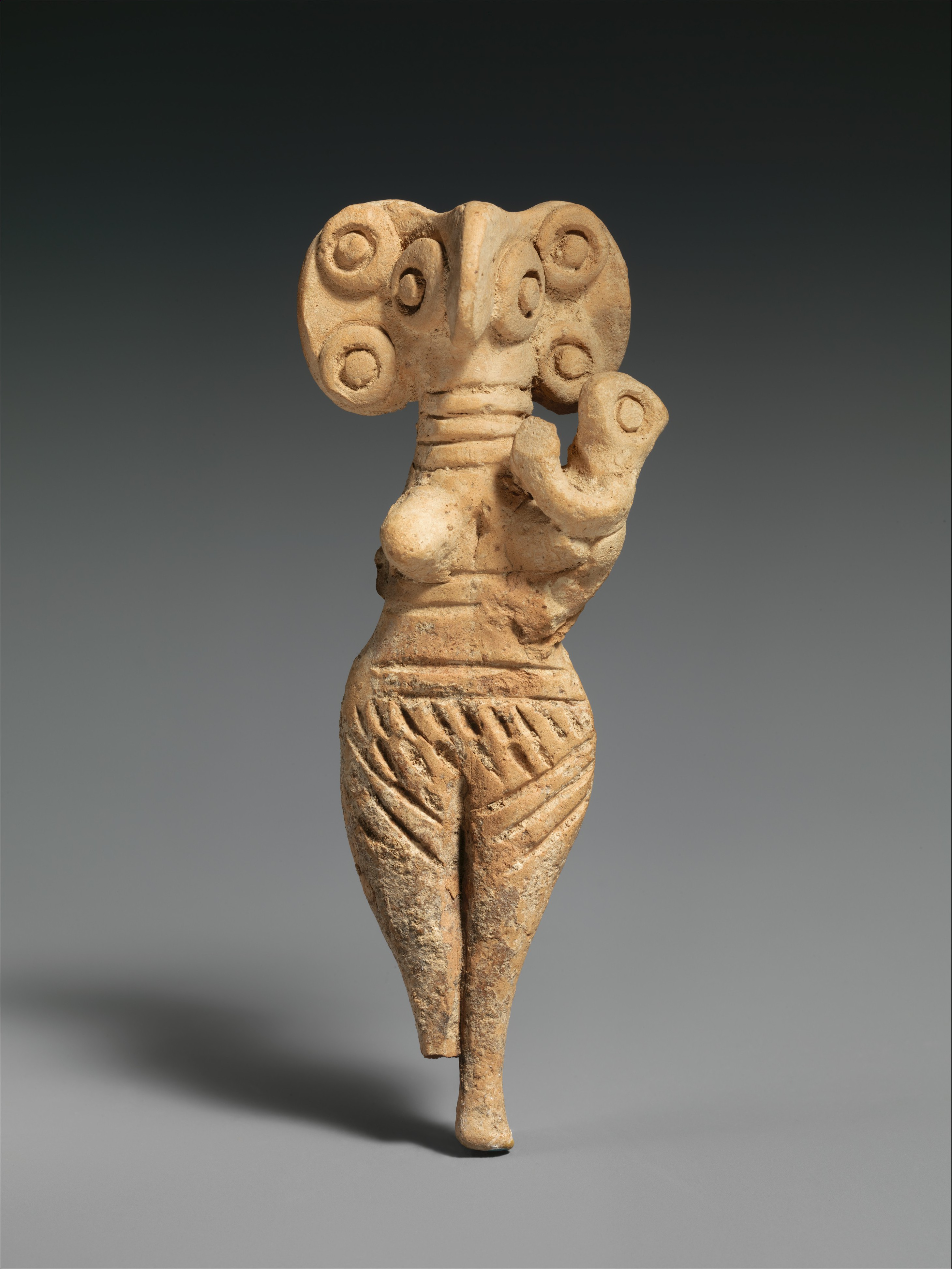
Estatuilla kourotrófica chipriota de terracota que representa una deidad con cara de pájaro, ca. 1450-1200 a. C.

Kourótrofo o kourotrofo (Κουροτρόφος / Kourotróphos: «quien nutre/cría niños») es el epíteto que se les dio en la antigua Grecia a las deidades de las que se esperaba que protegieran a los niños. El epíteto se refiere a numerosos dioses y diosas como Atenea, Apolo, Hermes, Hécate, Afrodita, Artemisa, Gea e Ilitía. Por lo general se los representaba sosteniendo a un bebé en brazos. Deyanira y Ariadna se mostraban ocasionalmente en jarrones con sus hijos, Hilo y Estáfilo y Enopión respectivamente, sin embargo no hay evidencia de que existiera un culto a su alrededor como figuras kourotróficas.
Kourótrofo era también el nombre de una deidad local de la ciudad de Atenas que no estaba entre las principales deidades olímpicas. Era la protectora de niños y jóvenes y  se construyó un santuario con su nombre en honor del culto, el llamado Kourotropheion. Fue una figura importante de culto, y aparecía en grupos de sacrificio relacionados con la fertilidad y el cuidado infantil.
Kourotrofo es similar a las Dea Gravida fenicias, que son figurillas que representan a una diosa o una mujer que está visiblemente embarazada.

## Figurillas votivas
El sustantivo kourotrophos (kourotrophoi en plural) o el adjetivo kourotrófico se utilizan para describir figurillas femeninas representadas con infantes, que pueden representar tanto a mujeres mortales como a divinidades. Estas figurillas han sido consideradas como símbolos de fertilidad o como un aspecto que forma parte de ella. Chipre destacó por la producción de figurillas kourotróficas entre aproximadamente 2000 y 1800 a. C. La mayoría de los kourótrofos de esta época miden de 20 a 30 cm de altura y fueron fabricados en una variedad de materiales, incluyendo piedra caliza y terracota. Sostienen a los bebés, que generalmente están dentro de portabebés, en el hombro izquierdo. Ha habido al menos dos figurillas chipriotas de este período que aparecen amamantando a un bebé, y dos más representadas sentadas con el bebé en el regazo. Actualmente todas las figurillas kourotróficas de las que se conoce la ubicación del artefacto han sido halladas en tumbas, sin embargo esto no significa que se usaran exclusivamente para representar la muerte o la vida después de la muerte, ya que la mayoría no tienen datos sobre dónde se encontraron. Además, en general, las figurillas de molde, no exclusivamente kourotrofos, se han asociado con menos del 10% de todos los entierros de la Edad de Bronce y algunas muestran pruebas, como reparaciones, de que se usaban en la vida diaria.
Las figurillas maternas perdieron popularidad en Chipre durante el Bronce tardío a pesar de ser un tema excepcionalmente popular en comparación con otras culturas circundantes desde el Neolítico, ya que el contacto con las culturas extranjeras condujo a cambios culturales. Se puede argumentar que la importancia de las mujeres como dadoras de vida disminuyó durante este período de tiempo. La creación de figurillas kourotróficas continuó, sin embargo; se les dio caras de aves con picos notables y se representaron como significativamente más voluptuosas que las figurillas planas anteriores, probablemente inspiradas en otras similares que ya habían sido producidas en el Cercano Oriente. Se ha propuesto que estas figurillas no representan a las mujeres comunes sino a deidades. El interés por las figurillas maternas aumentó nuevamente en Chipre durante la Época Arcaica.
Se debate la casa de la creación de figurillas kourotróficas, ya que se ha propuesto que pueden ser representaciones de una gran diosa, amuletos de fertilidad o ayudas para el parto, o acompañantes de los muertos.